# Vitsjön (sjö i Mörskom, Nyland)
Vitsjön eller Valkjärvi är en sjö i kommunerna Mörskom och Askola i landskapet Nyland i Finland. Sjön ligger 39,3 meter över havet. Den är 12,14 meter djup. Arean är 72 hektar och strandlinjen är 5,23 kilometer lång. Sjön  ingår i Illbyåns huvudavrinningsområde.   Den ligger omkring 64 km nordöst om Helsingfors. 